# Władcy Timoru

## Władcy Waiwiku–Wehale
- Lakki Lorok (władca duchowy (maromak oan) zjednoczonego królestwa Belu i Atoni Petty przed 1500–1520)
- Berek (ok. 1520–1570)
- Sera Berek Tuan (ok. 1570–?)

## WładcyKupangu
- Lissin Lai Bissi (władca Kupangu w zachodnim regionie przed 1500)
- Nieznani władcy(?) (po 1500–1600)
- Ama Poto I (po 1600–1619)
- Ama Poto II (1619–1659) [syn]
- Ama Poto III (1659–1660) [syn]
- Ama Besi (po 1660–1674)
- Ama Susang (ok. 1674–1698)
- Ama Tomnano (1698–1730)
- Korang (ok. 1730–1732) [brat]
- Karel Buni (ok. 1732–1749) [syn]
- Karel Korang (1749–1760; usunięty) [syn]
- Lasi Tepak (1760–1770; abdykował) [wnuk Ama Susanga?]
- Nai Manas (1770–1785; abdykował) [syn]
- Kolang Tepak (1785–1786) [stryj]
- Tepak Lasi (1786–1795) [syn Lasi Tepaka]
- Susang Manas (ok. 1795–po 1803) [syn Nai Manasa?]
- Lasi Kluman (przed 1824–1857; państwo zredukowane do Wyspy Semau 1826)
- Tepa Pai (1857)
- Manas Dias (1858–1868)
- Manas Kluman (1869–1889)
- Leo Manas (1889–1895)
- Dean Manas (1896–1908; abdykował)
- Manas Susang (1908; usunięty, zmarł 1911)
- Susang Pallo (1908; interregnum 1908–1918)

Zjednoczone Królestwo (Amai–Oifetto, Amabi, Funaj Kupang, Semua, Sonba’i Kecil i Taebenu)
- Daud Hanoch Tanof (1918; władca Taebenu 1901–1917) [syn Hanocha Tanofa, władcy Taebenu]
- Don Ote Nicolaas Isu Nisnoni (1918–1945; abdykował, zmarł 1952) [brat]
- Don Obe Alfonsus Nisnoni (1945–1955; abdykował, zmarł 1992) [syn]
- Christiaan Bisshissin (tylko na Wyspie Semau 1955–1999)

## Władcy (Większego) Sonba’i Besar
Dynastia Wehalich
- Laban (władca (liurai-Sonba’i) przed 1550–1570) [książę Wehali]
- Nati (ok. 1570–1600) [syn]
- Faluk (przed 1600–1620) [syn]
- Lele (ok. 1620–1650) [syn]
- Tuklua Sonba’i (ok. 1650–1670) [syn]
- Manas Sonba’i (ok. 1670–1700) [syn]
- Neno Sonba’i (przed 1700–1745) [syn]
- Baob Sonba’i (ok. 1745–1752; usunięty) [syn lub bratanek]
- Bernardo (1752–1760) [syn]
- Protektorat holenderski 1756–1886
- Tafin Sonba’i (1760–1768) [brat]
- Kau Sonba’i (1768–1819) [syn]
- Sobe Sonba’i I (1819–1867) [syn]
- Nasu Mollo (1870–1886) [syn lub bratanek]

## Władcy (Mniejszego) Sonba’i Kecil
Dynastia Wehalich
- N.N. (Baki Nisnoni?) (władca (liurai-Sonba’i) ok. 1659–1672) [syn Tuklui Sonba’i, władcy Sonba’i Besar]
- Ama Babo (regent 1672–1699)
- Ama Baki (regentka przed 1699–1708)
- Noni Sonba’i (1682–1717) [córka N.N.]
- Bawa Leu (1717–1727) [bratanek]
- Corneo Leu (1728–1748) [brat]
- Tafin Leu (1748–1756/60) [brat]
- Protektorat holenderski 1756–1946
- Jacobus Albertus Taffij (1760–1776) [syn Corneo]
- Kau Sonba’i (1776–1782; władca Sonba’i Besaru)
- Baki Bena Sonba’i (1776–1794; regent do 1782)
- Derk Hendrik (1795–1797) [syn?]
- Nube Bena Sonba’i (1798–po 1803) [brat Baki Beny]
- Gerek Baki Sonba’i (przed 1810–1820) [syn Baki Beny]
- Isu Baki Nisnoni (przed 1820–1830) [brat]
- Babkas Nube Nisnoni (przed 1830–1840) [syn Derka Hendrika]
- Meis Babkas Nisnoni (przed 1840–1842) [syn]
- Isu Meis Nisnoni (1842–1860) [syn]
- Ote Nube Nisnoni (1860–1874) [wnuk Derka Hendrika]
- Bastian Isu Nisnoni (1875–1890) [syn Babkasa]
- Said Meis Nisnoni (1890–1902) [brat]
- Adżieb Saubaki (regent 1902–1904)
- Bastian Meis Nisnoni (1904–1911; usunięty, zmarł 1951) [syn Ote]
- Sonba’i Kecil włączony do Zjednoczonego Królestwa Kupangu 1918

## Władcy Fialaranu
- Taek Lakan (władca Fialaranu ok. 1550–1570)
- Mau Bauk (ok. 1570–1600) [syn]
- Suri Lulun (przed 1600–1620) [syn]
- Ato Surik (ok. 1620–1650) [syn]
- Mau Aton I (ok. 1650–1680) [syn]
- Mau Bauk (ok. 1680–1710) [syn adoptowany; bratanek]
- Atok Mauk (ok. 1710–1740) [syn]
- Mau Aton II (ok. 1740–1770) [syn]
- Bessi Aton (przed 1770–1800) [zięć]
- Mau Bessin (przed 1800–1820) [syn]
- Ato Lulin (ok. 1820–1850) [bratanek]
- Mau Aton III (ok. 1850–1858) [syn]
- Ato Mauk (1858–1903) [brat]
- Atok Bessin (1904–1927; usunięty, zmarł 1942)

## Władcy Taebenu
- Tabana (władca Taebenu 1557–?)
- Nieznani władcy(?) (przed 1600–1688)
- Lasi Lelo (ok. 1688–1700)
- Tanof Lasi (ok. 1700–1729) [syn]
- Eki Tanof (1729) [syn]
- Kobe Tanof (1730–1797) [brat]
- Enus Marek Kobe (1797–?) [syn]
- Salolo Kobe (?–1850) [brat]
- Nobe Salolo (1850–1873) [syn]
- Hanoch Tanof (1874–1895) [syn]
- Jacob Tanof (1895–1901) [syn]
- Daud Hanoch Tanof (1901–1917; król Zjednoczonego Kupangu 1918) [brat]
- Taebenu włączone do Kupangu 1918

## Władcy Amabi
- Fini Amabi (władca Amabi przed 1630–1650)
- Banao (ok. 1650–po 1670) [syn]
- Funan (po 1670–1700) [syn]
- Slolo I (po 1700–1725) [syn]
- Balbesi (ok. 1725–?) [syn]
- Balthazar Loote (przed 1739–1790; regencja przed 1739–1755) [brat]
- Slolo II (1790–1791) [syn]
- Osu I (ok. 1791–po 1793) [syn]
- Osu II Balthazar (1830–1859) [syn]
- Nobe (1859) [syn]
- Mano (1860–1883) [syn]
- Lelo (1884–1894) [syn]
- Kusa Amabi (regent 1896–1901; usunięty) [wnuk Nobe]
- Arnoldus (1901) [syn Lelo]
- Junus Amtarm (regent 1901–1903; usunięty)
- Kase Kome (1903–1912; usunięty)
- Junus Amtarm (ponownie 1912–1915)
- Jaco Kome (regent 1915–1917)
- Amabi włączone do Kupangu 1918

## Władcy Amanubanu
Dynastia Nope
- Bil Banu (Nope) (władca Amanubanu przed 1630–1650)
- Olo Banu (ok. 1650–1680) [syn]
- Seo Bil Tamespat (ok. 1680–1700) [syn]
- Taha Mamat (ok. 1700–1720) [syn]
- Pinis Bil (ok. 1720–1740) [syn]
- Tu Bani (ok. 1740–1745)
- Don Miguel Fernando de Consenção (przed 1647–1751)
- Don Luis I (1751–1770) [brat]
- Don Jacobus Albertus (1770–ok. 1810) [syn]
- Don Luis II (ok. 1810–1830) [syn]
- Sanu Nope (ok. 1830–1882) [syn]
- Bil Nope (1883–1910) [wnuk]
- Noni Nope (1910–1920) [brat]
- Pae Nope (1920–1946; usunięty, zmarł 1959) [syn]
- Rada regencyjna 1946–1949
- Kusa Nope (1949–1962; usunięty, zmarł 1980) [syn]

## Władcy Amarassi
- (?)N.N. (władca Amarassi przed 1630–1652)
- Don Agostinho (przed 1652–1670)
- (?)N.N. (przed 1670–1703)
- Don Augusto Fernandes (przed 1703–1720)
- (?)N.N. (przed 1720–1749)
- Esu (ok. 1745–1752, usunięty, zmarł 1752)
- (?)N.N. (1752–1756)
- Don Alphonse (1756–1774) [syn Esu]
- Tobe Bena
- Kora–Sa (przed 1780–1800) [syn]
- Baki Tuta (przed 1800) [syn]
- Don Rote (ok. 1775–1800) [syn Alphonse]
- Kivi Rote (ok. 1800–1810) [syn]
- Tobe Smara (przed 1810–1820)
- Tub Noni I (przed 1820–1840) [brat]
- Tub Noni II (przed 1840–1853) [syn]
- Obe Koroh (1853–1871) [brat stryjeczny]
- Nai Rasi Koroh (1872–1887; usunięty)
- Taku Obe (1888–1891) [syn Obe Koroha]
- Nai Rasi Koroh (2–gie panowanie 1891–1914)
- Isaac Koroh (regent 1914–1923) [brat]
- Alexander Koroh (1923–1925; usunięty, zmarł 1944) [wnuk]
- Hendrik Arnold Koroh (1925–1951) [brat]
- Viktor Hendrik Rasjam Koroh (1951–1962; usunięty, zmarł 1990) [syn]

## Władcy Malaki
- Asa Liurai (władca (liurai) Malaki przed 1630–1650)
- Baria Bauk (ok. 1650–1670)
- Bere Bauk Wehali (ok. 1670–1700)
- Asa Bauk Wehali (ok. 1700–1730)
- Seran Bauk Wehali (przed 1730–1750)
- Fatin Asa Tuan (ok. 1750–1780)
- Fatin Asa Nurak (ok. 1780–1820) [syn]
- Teri Seran Tuan (ok. 1820–1850) [syn]
- Manek Mesak (przed 1850–1870) [syn]
- Nahak Terei Seran (ok. 1870–1885) [syn]
- Terek Seran Ulu Baete (1885–1924) [syn adoptowany Manka Mesaka]
- Seran Asin Fatin (1924–1932; tylko w Belu od 1930)
- Benedykt Laki (1932–1955)
- Ludwik Terek Seran (1955–?) [syn Tereka Serana]

## Władcy Beboki
- Usi Taum Kenad (władca Beboki przed 1700–1719)
- Nesi Bokko I (ok. 1720–1770) [syn]
- Tabesi Boko (ok. 1770–1840) [syn]
- Nesi Tahoni (przed 1840–1860) [syn]
- Nesi Bokko II (ok. 1860–1900; usunięty, zmarł 1916) [syn]
- Tabesi Usi Ana Pah (1900–1904) [brat]
- Nesi Tahut Paha (1905–1915; usunięty) [bratanek]
- Kau Mauk (1915–1940; usunięty, zmarł 1947)
- Leonard Taek Kau (1942–1962; usunięty) [bratanek]

## Władcy Amanatunu
- Netsu Abi (władca Amanatunu ok. 1700–1730)
- Nupu (ok. 1730–1756) [syn]
- Kil Kosat (Don Luis I) (ok. 1756–1814) [syn]
- Benao I (Don Luis II) (ok. 1814–1840) [syn]
- Besi Benasi (ok. 1840–1870) [syn]
- Benao II (ok. 1870–1880) [syn]
- Natu (ok. 1880–1890) [brat]
- Non Luan (ok. 1890–1908) [brat]
- Muti Banu Naik (1905–1915; usunięty, zmarł 1919) [prawnuk Benao II]
- Kusa Banu Naik (1916–1919) [wnuk Natu]
- Kolo Banu Naik (1921–?) [syn]
- Lasa Banu Naik
- Alex Banu Naik (?–1962)

## Władcy Amfoanu
- Daniel I (władca Amfoanu ok. 1730–1748)
- Bartolomeus I (1748–1776) [syn]
- Daniel II Bartolomeus (1776–1783) [syn]
- Bartolomeus II (1783–po 1795) [brat]
- Jacob Bartolomeus (przed 1800–1820) [syn?]
- Nai Aunoni (ok. 1820–1850) [syn]
- Fini Mano (ok. 1850–1858) [syn]
- Willem Aunoni (1859–1880) [syn]
- Anna Elizabeth Aunoni (1881–1902; abdykowała) [wnuczka]
- Willem Tafin Talnoni (1902–1914) [syn Willema Aunoni]
- Soleman Willem Talnoni (1914–1921) [syn]
- Adreanus Talnoni (1922) [brat]
- Mutis Oil Amanit (1923–1930)
- Semuel Oil Amanit (regent 1930–1940) [brat]
- Willem Oil Amanit (1943–1948) [syn Mutisa]

## Władcy Belu
- Baria Kurat Tuan (władca Belu ok. 1730–1750)
- Suri (ok. 1750–1770) [zięć]
- Berek Klau (ok. 1770–1800) [syn]
- Seran Berek (ok. 1800–1830) [wnuk Suri]
- Baria Fahuk (ok. 1830–1860) [bratanek]
- Baria Baek (ok. 1860–1890) [bratanek]
- Baria Nahak (ok. 1890–1925) [bratanek]
- Seran Nahak (1925–1930; usunięty, zmarł 1970) [bratanek]

## Władcy Amakono
- Oinunu Amakono (władca Amakono przed 1755–1800)
- Manubait Lemon (po 1800–1832)
- Nai To Kono (ok. 1832–1879) [syn]
- Oinunu Kono I (1879–1902) [syn]
- Oinunu Kono II (1902–1920) [syn]
- Kefi Lelan (regent 1920–1934; usunięty)
- Sobe Senak (regent 1934–1947; abdykował)
- Kasper Afoan Kono (1947–1962; usunięty, zmarł 1986) [syn Oinunu Kono II]

## Władcy Funai
- Lafu I Funai (władca Funai przed 1800–1820)
- Lelo Liskun (ok. 1820–1830) [syn]
- Kolan I Funai (ok. 1830–1840) [brat]
- Lafu II (1840–1873) [wnuk Lafu I]
- To (1874–?) [prawnuk Lafu I]
- Kolan II (1888–1906) [syn Kolana I]
- Kolan Laurens Funai (1907–1917)

## Władcy Lakekunu
- Banu Lorok (władczyni Lalekunu po 1800–1830)
- Balok Lorok (ok. 1830–1850) [córka]
- Hoar Teti (po 1850–1880) [córka]
- Moru Lebok (ok. 1880–1900) [syn]
- Tahu Leki (przed 1900–1916) [bratanek]

## Władcy Fatuleu-Takaip
- Nai Ballang (władca Takaipu ok. 1832–1850)
- Kai Thaiboko (w Fatuleu ok. 1850–1861)
- Protektorat holenderski 1857–1946
- Lelo Thaiboko (ok. 1861–1871) [syn]
- Nuwe Thaiboko (1871–1874) [syn]
- Baki Kooi (regent 1870–1878)
- Baki Tuba (regent 1878–1900) [syn]
- Fai Thaiboko (1900–1912) [syn Nuwe]
- Sane Babu (regentka 1912–?) [wdowa]
- Kooi (Christoffel) Thaiboko (1923–1930; usunięty) [syn]
- Panowanie Kupangu 1930–1945
- Hans Nisnoni (1945–1955; usunięty, zmarł 1983)

## Władcy Mandeo
- Tahik Mauk (władca Mandeo 1844–1879)
- Seratu (1879–1899)
- Serang Tain (1899–?)

## Władcy Naitimu
- Tai Mouk (władca Naitimu 1847–1878)
- Wahi (1879–1895)
- N.N. (1895–1914) [syn]
- Naitimu zjednoczone z Djenilu i Lidakiem jako Kakuluk Mesak 1914, potem Belu Tassi Fettoh 1915

## Władcy Djenilu
- Besi Taik (władca Dżenilu przed 1853–1879)
- Ratu Petronella Simõa da Costa (1879–1900; władczyni Lidaku)
- Gabriel Parera (regent 1900–1902)
- Jozef da Costa (1900/2–1923) [brat Petronelli]
- Djenilu zjednoczone z Naitimu i Lidakiem jako Kakuluk Mesak 1914, potem Belu Tassi Fettoh 1915

## Władcy Lidaku
- Murul Huseriu (władca Lidaku przed 1853–1879)
- Rinu Mesek (1879–1900)
- Petronella Simõa da Costa (1900–1913; abdykowała; władczyni Djenilu)
- Jozef da Costa (1913–1923) [brat]
- Lidak zjednoczony z Djenilu i Naitimu jako Kakuluk Mesak 1914, potem Belu Tassi Fettoh 1915

## Władcy Insany
- Malafu Neno (władca Insany przed 1850–1860)
- Malafu Pao (ok. 1860–1879) [syn]
- Malafu Tasaeb (przed 1879–1907) [syn]
- Tanesi Ela Tai Boko (1907–1913)
- Kahelasi Taolin (1913–1933)
- Tasaeb Malafu (1934–1936) [prawnuk Malafu Tasaeba]
- Afu Tasaeb (1936–1938; usunięty) [syn]
- Dominicus Taolin (1938–1940; usunięty, zmarł 1974) [syn Kahelasi Taolina]
- Petrus Atolan Tasaeb (1940–1942) [wnuk Tasaeba Malafu]
- Lorencius Taolin (1942–1962; usunięty, zmarł 1991) [syn Kahelasi Taolina]

## Władcy Takaip-Ebbenoni
- Toan Ebbenoni (władca Takaip-Ebbenoni ok. 1870–1897)
- Nar Baki Ebbenoni (1897–1912) [brat]
- Takaip-Ebbenoni włączone do Fatuleu 1912

## Władca Belu Tassi Fettoh (Północnego Belu)
- Jozef da Costa (władca Djenilu 1900/02–1923; władca Lidaku 1913–1923; zjednoczył Naitimu, Djenilu i Lidak jako Kakuluk Mesak 1914; zmiana nazwy państwa na Belu Tassi Fettoh 1915–1923)